# 建国北路駅
建国北路駅（けんこくほくろえき）は、中華人民共和国浙江省杭州市拱墅区の鳳起路に位置する杭州地下鉄2号線および5号線の駅。

## 歴史
- 2017年7月3日：2号線の駅として開業[1]。
- 2020年4月23日：5号線の開業により乗換駅となる。[2]

## 駅構造
改札口が地下1階に位置しており、2号線のホームが地下2階、5号線のホームが地下3階にある。またいずれも1面2線の島式ホームの構造をしている。

### のりば

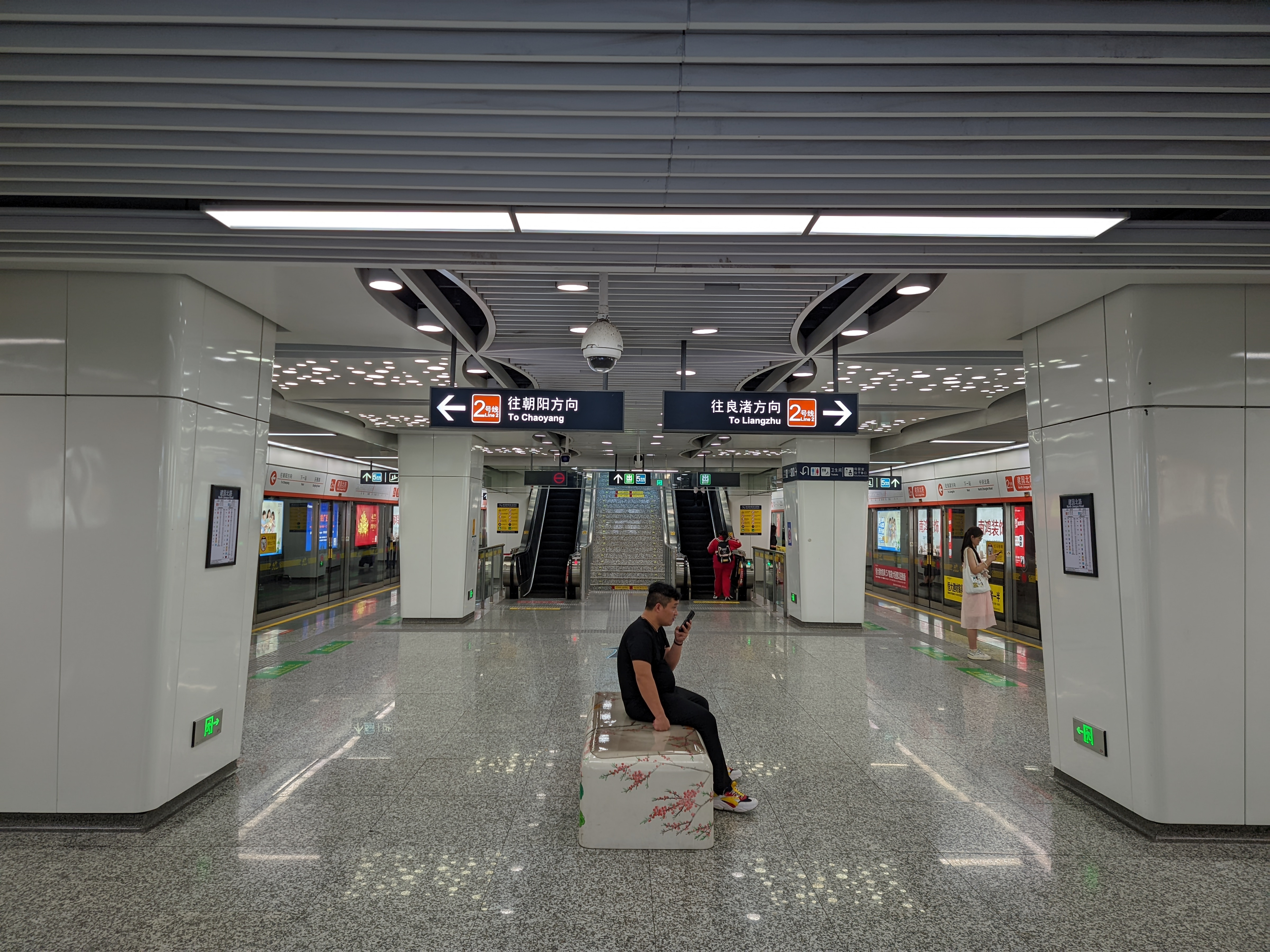
2号線ホーム
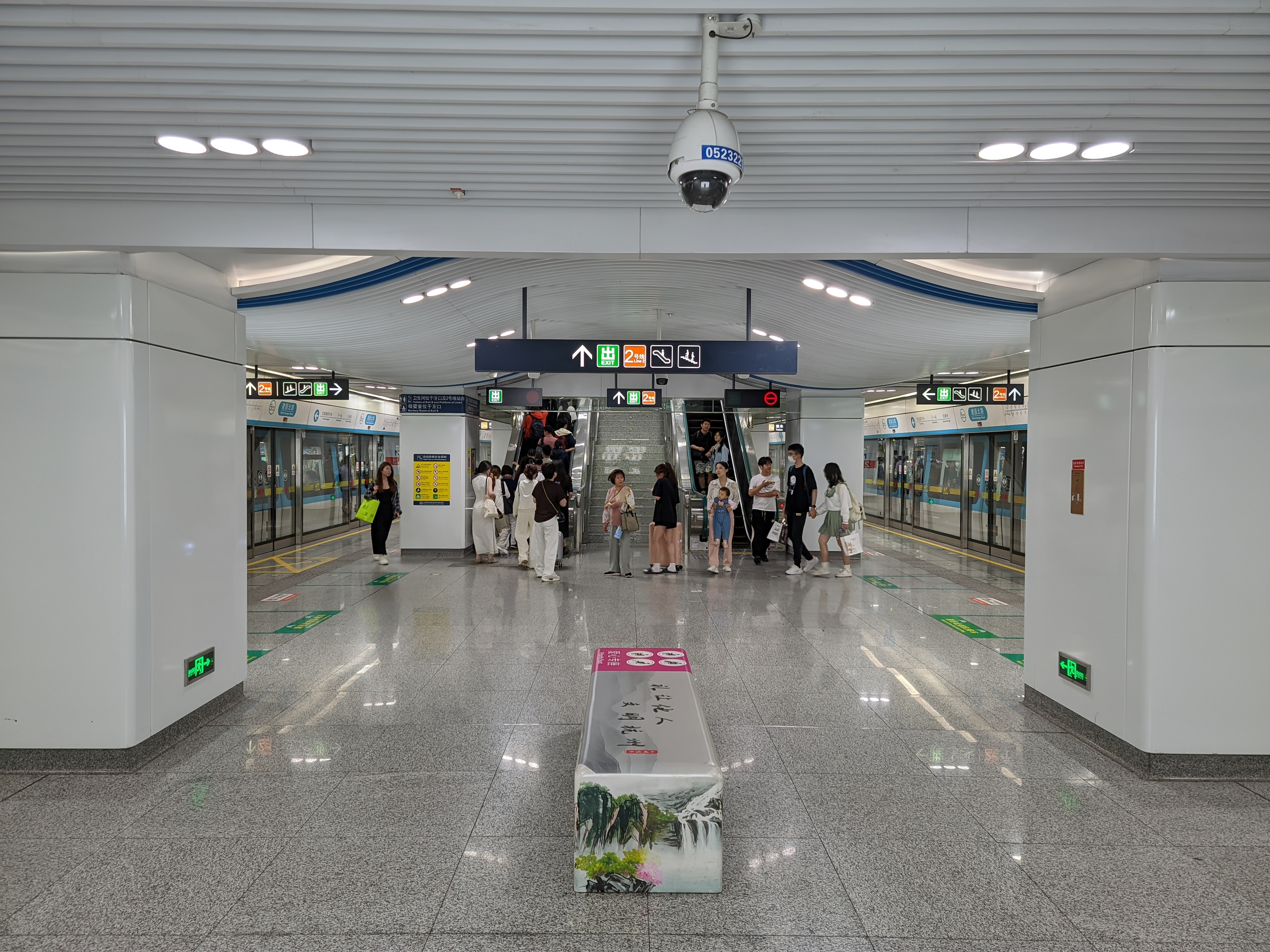
5号線ホーム

| 番線                   | 路線    | 行先                       |
| ---------------------- | ------- | -------------------------- |
| 2号線ホーム（地下2階） |         |                            |
| 東・南方面             | ■ 2号線 | 人民広場・朝陽方面         |
| 西・北方面             | ■ 2号線 | 良渚方面                   |
| 5号線ホーム（地下3階） |         |                            |
| 北・西方面             | ■ 5号線 | 南湖東方面                 |
| 南・東方面             | ■ 5号線 | 城站・火車南站・姑娘橋方面 |

- 2号線ホーム
- 5号線ホーム

## 駅周辺
- 東联ビル
- 浙金広場
- 双牛ビル

## 隣の駅
杭州地下鉄
■ 2号線
慶菱路駅 - 建国北路駅 - 中河北路駅
■ 5号線
宝善橋駅 - 建国北路駅 - 万安橋駅